# هانا كولب
هانا كولب (بالألمانية: Hanna Kolb)‏ (و. 1991  م) هي متزحلقة ألمانية، ولدت في شتوتغارت، شاركت في الألعاب الأولمبية الشتوية 2010، وبطولة العالم للتزلج النوردي على الثلج 2013 ‏، وبطولة العالم للتزلج النوردي على الثلج 2015، والبطولة النرويجية للاتحاد العالمي للتزلج على الثلوج 2011 ‏، والألعاب الأولمبية الشتوية 2014، وبطولة العالم للتزلج النوردي على الثلج 2017 ‏.

## روابط خارجية
- هانا كولب على موقع الاتحاد الدولي للتزلج (التزلج الريفي) (الإنجليزية)
- هانا كولب على موقع اللجنة الأولمبية الدولية (الإنجليزية)
- هانا كولب على موقع أوليمبيديا (الإنجليزية)
- هانا كولب على موقع اللجنة الأولمبية الألمانية (الألمانية)